# دويسبورغ للسيدات
دويسبورغ للسيدات (بالألمانية: FCR 2001 Duisburg)‏ هو نادي كرة قدم ألماني تأسس في 2001 ، يقع مقره الرئيسي في دويسبورغ، ويلعب في الدوري الألماني لكرة القدم للسيدات.

## وصلات خارجية
- الموقع الرسمي